# エンタ!見たもん勝ち
エンタ!見たもん勝ち（えんたみたもんがち）は、から2004年10月2日から2005年3月19日までフジテレビ（関東広域圏ローカル）で毎週土曜日1:00-2:00に生放送していた情報番組。
めざましテレビの人気コーナー『メディア見たもん勝ち!DX』の増刊号拡大版。この番組は2005年3月19日の放送をもって終了した。また最終回は30分の放送と短縮版だった。

## 出演
司会
- 安倍なつみ
- 軽部真一アナウンサー

※安倍の不祥事が分かって謹慎していた2004年12月から2か月間の代役には、12月が松浦亜弥、1月は高島彩アナウンサーが出演。

エンタメウォッチャー
- 森公美子
- 石田衣良

エンタメ調査隊員
- 中澤麗華
- 佳田玲奈

## 主なコーナー
1. ナッ得!週間アラかるト
2. ゲスト!きたもん勝ち
3. 踊るっ!エンタ調査隊

- ザッツ!タブーロイド
- エンタ!見たもんナビ

## スタッフ
- 構成・下尾雅美
- プロデューサー：米満浩、神野陽子
- プロデューサー・総合演出：小林登
- チーフプロデューサー：五十嵐英次